# Чаліков Василь Костянтинович
Василь Костянтинович Чаліков (12 серпня 1952, місто Зима, тепер Іркутської області, Російська Федерація — загинув 22 березня 2008, місто Іркутськ, Російська Федерація) — радянський діяч, 1-й секретар Братського міського комітету КПРС Іркутської області. Член ЦК КПРС у 1990—1991 роках.

## Життєпис
У 1974 році закінчив Іркутський політехнічний інститут.
У 1974—1978 роках — електролізник, виробничий майстер Братського алюмінієвого заводу Іркутської області.
У 1978—1980 роках — секретар комітету комсомолу (ВЛКСМ) Братського алюмінієвого заводу.
Член КПРС з 1979 року.
У 1980—1983 роках — секретар партійного комітету (парткому) електролізного цеху Братського алюмінієвого заводу.
У 1983—1986 роках — секретар партійного комітету Братського алюмінієвого заводу.
У 1986—1988 роках — завідувач відділу промисловості Іркутського обласного комітету КПРС.
У 1988 році закінчив Новосибірську Вищу партійну школу.
У 1988—1991 роках — 1-й секретар Братського міського комітету КПРС Іркутської області.
З 1992 року займався бізнесом, був директором АНП «Дело». Після утворення руху ветеранів ВЛКСМ став активним членом Іркутського регіонального громадського руху «Ветерани комсомолу».
Трагічно загинув 22 березня 2008 року. Похований в місті Братську.

## Нагороди і звання
- орден Дружби народів
- медалі